# ویروس پاراآنفلوانزا

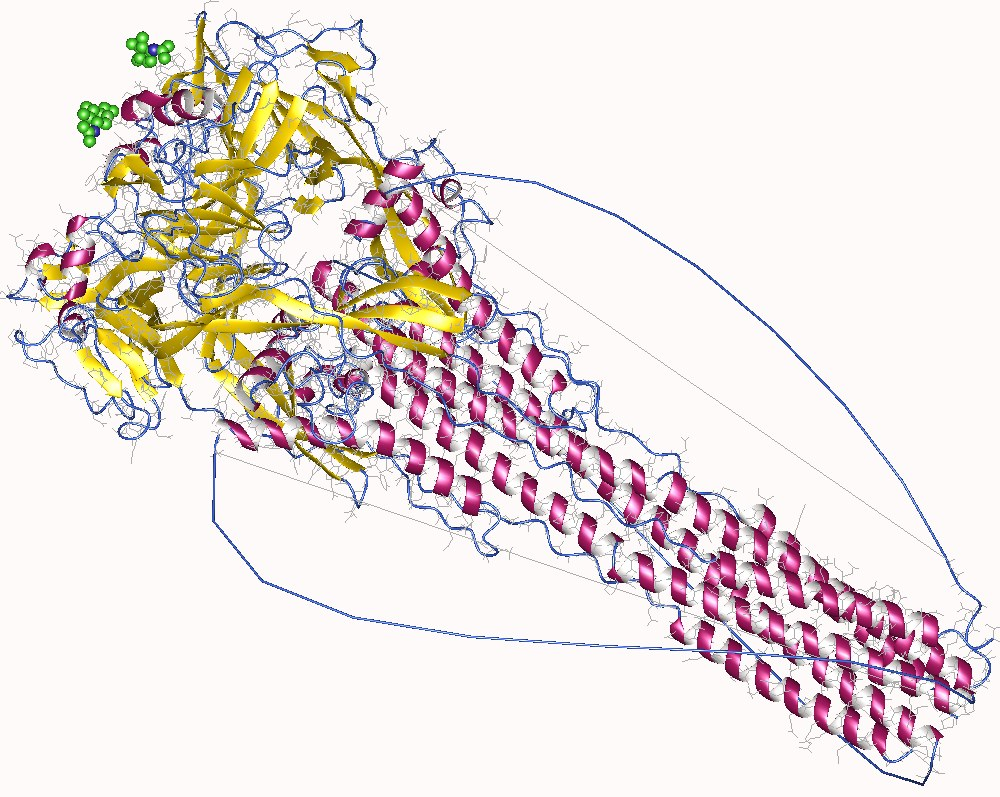
ویروس پاراآنفلوانزا

ویروس‌های پاراآنفلوآنزا ویروسهائی با RNA تک رشته‌ای از خانواده پارامیکسوویروس‌ها (Paramyxoviridae family) هستند.

## اپیدمیولوژی
عفونت با این ویروس، بیشتر در اوایل کودکی دیده می‌شود و اکثراً تا سن ۸ سالگی علیه سروتیپهای ۱و۲و۳ این ویروس آنتی بادی پیدا می‌کنند.(عفونت با تیپ ۴ ویروس کمتر گزارش شده‌است.)در بزرگسالان، درگیری معمولاً خفیف بوده و ویروس عامل کمتر از ۵% بیماری‌های تنفسی است. این در حالیست که در کودکان، دومین پاتوژن دستگاه تنفسی تحتانی بعد از ویروس سن سی شیوم تنفسی (RSV)، ویروس پاراآنفلوآنزاست.
تیپ I ویروس، شایع‌ترین عامل بیماری کروپ (خروسک) است. تیپ II، بیماری مشابه ولی با علائم خفیف تر ایجاد می‌کند. عفونتهای ناشی از تیپ III نیز بیشتر در ماه اول زندگی نوزادان دیده می‌شوند. در ایالات متحده، ویروس‌های پاراآنفلوآنزا باعث ۲۲-۴% از بیماری‌های تنفسی کودکان و کمتر از ۵% از بیماری‌های تنفسی بزرگسالان می‌شوند. به نظر در ایران پاراآنفلوآنزا باعث ایجاد ۳۰% از عفونت‌های دستگاه تنفسی در کودکان قبل از سن مدرسه می‌باشد. ویروس پاراآنفلوآنزا عامل مهمی در بیماری‌های خفیف، کروپ (لارنگوتراکئوبرونشیت)، برونشیولیت و پنومونی محسوب می‌شود. در خردسالان، ویروس پاراآنفلوآنزا پس از RSV، شایع‌ترین عامل عفونت‌های تحتانی تنفسی است.

## تظاهرات بالینی
عفونت‌های ناشی از ویروس پاراآنفلوآنزا در بزرگسالان و کودکان بزرگ‌تر به‌صورت سرماخوردگی خفیف یا خشونت صدا همراه با سرفه تظاهر می‌کند. در کودکان خردسال ممکن است خود را به‌صورت بیماری حاد تب‌دار به‌همراه زکام، گلودرد، خشونت صدا، سرفه نشان دهد. سرفه خشن و پارس مانند کروپ ممکن است به استریدور واضح تبدیل شود. اکثر کودکان پس از ۲-۱ روز بهبود می‌یابند اما گاهی هیپوکسی، انسداد پیشرونده مجاری هوایی، برونشیولیت یا پنومونی اتفاق میفتد. در یک تحقیق رینوره (۹۶%) و سرفه (۸۴%) شایع‌ترین علامت بالینی و تب (۶۸%) شایع‌ترین نشانه بالینی به‌دست آمده بود. شایع‌ترین بیماری کلینیکی، فارنگوتونسیلیت با شیوع ۴۰% بود.
در کودکان بزرگتر و بزرگسالان، علائم خفیف تر و به صورت سرماخوردگی همراه با خشونت صدا با یا بدون سرفه بوده و درگیری دستگاه تنفسی تحتانی در این گروه شایع تر است. در کودکان و بزرگسالان مبتلا به ضعف ایمنی شدید، عفونت‌های شدید و حتی مرگبار گزارش شده‌است.

## انتقال
انتقال ویروس پاراآنفلوآنزا از طریق تماس فرد به فرد یا آئروسلهای بزرگ، انجام پذیر است. معمولاً دورهٔ نهفتگی ۶-۳ روز می‌باشد. همانطور که ذکر شد، عفونتهای پاراآنفلوآنزایی در کودکان شیوع بیشتری داشته و علائم شدیدتر است.	

## تشخیص
تشخیص از طریق کشت بافتی ویروس از ترشحات مجاری تنفسی، سواب‌های گلو، یا ماحصل شستشوی نازوفارنکس یا از طریق بررسی سلول‌های تنفسی کنده شده با میکروسکوپ ایمونوفلورسانس صورت می‌گیرد. امکان تشخیص سرولوژیک هم وجود دارد.

## درمان
در بیماری خفیف، درمان علامتی با آنتی هیستامینها و سمپاتومیمتیکها صورت می‌گیرد. در موارد شدید کروپ به‌علت احتمال بروز دیسترس تنفسی باید بیمار را بستری نمود. درمان ضدٌ ویروس خاصی وجود ندارد.